# Apatania doehleri
Apatania doehleri là một loài Trichoptera trong họ Apataniidae. Chúng phân bố ở miền Cổ bắc.